# Edy Hubacher
 Eduard "Edy" Hubacher, född 15 april 1940 i Bern, är en schweizisk före detta bobåkare och friidrottare.
Hubacher blev olympisk guldmedaljör i fyrmansbob vid vinterspelen 1972 i Sapporo.